# Catherine Diverrès
Pour les articles homonymes, voir Diverrès.
Catherine Diverrès, née en 1959 à Bègles en Gironde, est une danseuse et chorégraphe française de danse contemporaine.

## Biographie
Catherine Diverrès commence la danse à l'âge de 5 ans et se forme à la danse classique auprès de Sylvie Tarraube, puis de Suzanne Oussov, selon la technique Vaganova. Dans le milieu des années 1970 elle aborde les techniques américaines (José Limon, Martha Graham, Merce Cunningham, Alwin Nikolais) et intègre l'école Mudra de Maurice Béjart de 1977 à 1978. 
Avec Bernardo Montet, qu'elle a connu dès l'âge de 17 ans dans les cours de danse classique bordelais, elle danse un temps pour les Ballets Félix Blaska (1978) puis pour la compagnie Nourkil - danse-théâtre et pour Elinor Ambasch (1979).
Catherine Diverrès s'est révélée au milieu des années 1980, notamment grâce à ses duos avec Bernardo Montet, dans la troupe de Dominique Bagouet, notamment les pièces Grand Corridor et Voyage organisé en 1980, puis Toboggan et Daphnis et Alcimadure, en 1981.  
En 1982, Catherine Diverrès et Bernardo Montet s'installent à Paris puis partent au Japon en 1982-83, pour suivre l'enseignement de Kazuo Ohno. À leur retour en 1983, ils fondent la compagnie Studio DM. 
La première pièce officielle du Studio DM, Instance, est créée par Catherine et Bernardo Montet en 1983 au théâtre Terpsychore à Tokyo, suivie du Rêve d'Helen Keller en 1984, conçue cette fois par Catherine Diverrès seule, et primée lors du Concours de Bagnolet. Sept autres pièces voient le jour entre 1985 et 1994, en collaboration, notamment, avec le musicien Eiji Nakasawa et le vidéaste Téo Hernandez, lequel travaille avec le Studio DM à partir de 1987.
En 1994, elle prend la direction, avec Bernado Montet, du Centre chorégraphique national de Rennes et de Bretagne qu'elle dirige seule entre 1998 et 2008. Cette période est marquée par l'utilisation de textes poétiques ou philosophiques dans les créations telles que, par exemple, Retour (1995) avec des emprunts à Pessoa et Bossuet, Stance 2 (1997) avec Pasolini, Le Double de la bataille (1999) avec Dostoïevski, Marie Depussé, Nazim Hikmet et Racine, ou encore Solides (2004) avec Giuseppe Penone.
En 2008, elle quitte ses fonctions au CCNRB et poursuit ses activités avec sa compagnie Catherine-Diverrès au sein de l'Association d'octobre. 
C'est à cette occasion que Catherine Diverrès fait appel au Centre national de la danse pour accueillir ses archives artistiques qui couvrent ses activités depuis ses débuts avec Bernardo Montet au sein du Studio D.M. jusqu'à ses dernières créations au CCNRB.
En 2010, Encor est la première pièce créée après le départ du CCNRB. C'est une commande de la Biennale de danse de Lyon dont c'est, cette même année, la dernière édition pour son fondateur Guy Darmet. En 2012 est créé le solo O Senseï, dansé par Catherine Diverrès. Il s'agit d'une commande du CDC-Les Hivernales, que la chorégraphe conçoit en hommage à Kazuo Ohno, mort en 2010. 
En 2013, Catherine Diverrès créé Penthesilées au Théâtre Anne de Bretagne. 30 ans après son duo Instance, la chorégraphe travaille à nouveau un solo avec, en 2015, la pièce Dentro où elle invente une écriture pour deux danseurs masculins, l'un espagnol et l'autre grec. En 2016, la pièce Blow the bloody doors off pose la question de la perception de l’espace et du temps. En 2019, Catherine Diverrès créé Jour et Nuit en se basant notamment sur des textes du poète Novalis.

## Chorégraphies
- 1982 : Consumer
- 1983 : Instance
- 1984 : Le Rêve d'Hélène Keller
- 1985 : Lie ou le Sol écarlate
- 1986 : L'Arbitre des élégances
- 1988 : Le Printemps
- 1989 : Fragment
- 1990 : Concertino
- 1992 : Tauride
- 1993 : Ces poussières
- 1995 : Retour
- 1995 : L'Ombre du ciel
- 1996 : Fruits
- 1997 : Stances
- 1999 : Corpus
- 1999 : Le Double de la bataille
- 2000 : 4+1 : Little Song
- 2000 : Voltes
- 2001 : San
- 2002 : Cantieri
- 2003 : Écho
- 2004 : Solides
- 2005 : Alla prima
- 2007 : Blowin'
- 2008 : La Maison du sourd
- 2010 : Encor
- 2012 : Ô Senseï
- 2014 : Penthésilées
- 2015 : Dentro
- 2016 : Blow the Bloody Doors Off !
- 2019 : Jour et Nuit

## Décorations
- Commandeur de l'ordre des Arts et des Lettres (2023)[8] ; officier en 2014[9].

### Filmographie
- Vous dansez ? Catherine Diverrès de Hervé Portanguen, La compagnie des Indes, France 3 Ouest, CCNRB, 2007 (52 min)
- 1 heure avec... Catherine Diverrès, d'Irène Filiberti, Centre national de la danse, Pantin, 2009 (78 min)